# 努魯姆區
努魯姆區（西班牙語：Distrito de Ñürüm），是巴拿馬的一個行政區，位於該國西北部，由恩戈貝-布格雷特區負責管轄，面積574.7平方公里，2010年人口13,172，人口密度每平方公里22.92人。